# Dolichopeza victoriae
Dolichopeza victoriae är en tvåvingeart som beskrevs av Alexander 1928. Dolichopeza victoriae ingår i släktet Dolichopeza och familjen storharkrankar. Inga underarter finns listade i Catalogue of Life.